# Giovanni Corona
Giovanni Corona (Santu Lussurgiu, 7 dicembre 1914 – Cagliari, 12 dicembre 1987) è stato un poeta italiano.
Maestro di scuola elementare nel suo paese, aderì al movimento futurista, conoscendo nel 1937 Filippo Tommaso Marinetti.
In vita pubblicò una sola raccolta, ma dopo la morte furono pubblicate due antologie.

## Opere

### In antologie collettive
- Poeti italiani del secondo dopoguerra, a c. di Giorgio Kaisserlian,  Guido Miano Editore, Milano, 1958, pp. 63-65.
- Poeti della Sardegna, a c. di Raimondo Manelli,  Forum Quinta Generazione, Forlì, 1985, pp. 57-59.
- I contemporanei. Profili critici, a c. di Bianca Buono, Arti Grafiche Carrer, Marcon (VE) 1993, p.72.
- L’altra letteratura. Scrittori sardi contemporanei, a c. di Renzo Cau, Grafiche Ghiani, Monastir (Ca), 1999, pp. 21-51.
- Scrittori Sardi Contemporanei, a c. di Renzo Cau, Media Tre, Guspini, 2009, pp. 45-54.

### In volume
- Ho sentito la voce del vento" (Poesie. Edizioni Il Convegno, Cagliari, 1966; 2ed.  UNIService, Trento, 2010)
- Richiamo d'amore (Poesie. Ettore Gasperini Editore, Cagliari, 1988; 2ed.  UNIService, Trento, 2012)
- Sassi della mia terra (Poesie. DP Roma, 1992; 2ed.  UNIService, Trento, 2011)
- Mi fioriva un'isola nel cuore (Poesie. Nema Press, Alghero, 2008)
- Questo nostro fratello (Romanzo. Editrice UNIService, Trento, 2012)
- Epistolario (Edizioni del Faro, Trento, 2014)
- Incontro al vento (Poesie. Edizioni del Faro, Trento, 2014)